# Great Southern Highway
Der Great Southern Highway ist eine Fernverkehrsstraße im Südwesten des australischen Bundesstaates Western Australia. Er verläuft durch die Southern Wheatbelt Region und verbindet den Great Eastern Highway in The Lakes, östlich der Landeshauptstadt Perth, mit Albany Highway bei Cranbrook, ca. 85 km nördlich von Albany an der Südküste Australiens.

## Verlauf

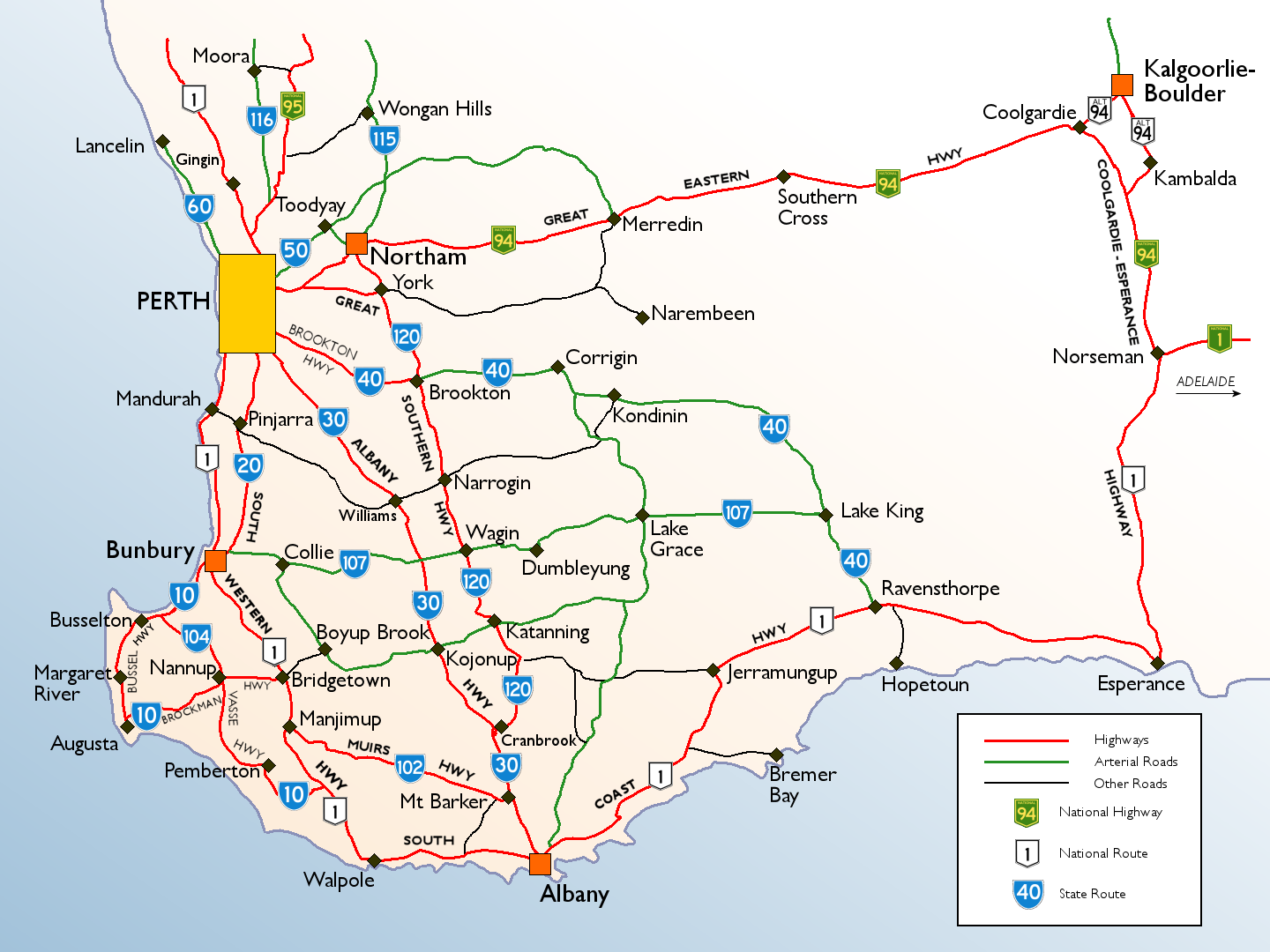
Great Southern Highway und umliegende Highways

Der Great Southern Highway beginnt in The Lakes etwa 50 km östlich des Stadtzentrums von Perth. Dort zweigt er vom Great Eastern Highway (N94) nach Osten ab und führt nach York. Dort übernimmt er von der von Norden kommenden York Road (S120) die Nummerierung als Staatsstraße 120, biegt nach Süd-Südosten ab und folgt der Eisenbahnstrecke Perth–Albany und dem Oberlauf des Avon River. Bei Brookton kreuzt die Fernstraße den Brookton Highway (S40) und setzt ihren Weg nach Narrogin fort. Zusätzlich zur Staatsstraße 120 ist der Highway auch als Touristenroute 356 ausgewiesen.
Ab Narrogin verläuft der Great Southern Highway ca. 30 km ostnordöstlich des Albany Highway (S30) parallel zu diesem. Die Straße zieht sich durch landwirtschaftlich geprägte Gegenden mit großen Getreidesilos in den meisten Orten entlang seiner Strecke. In Wagin kann man zudem einen großen Widder, eine der vielen übergroßen Figuren in Australien, bewundern. Dort kreuzt der Highway auch die Staatsstraße 107, die Richtung Westen als Arthur Road bezeichnet wird und Richtung Osten als Wagin Dumbleyung Road. Die nächste größere Stadt ist Katanning.
Hinter Broomehill nähert sich der Great Southern Highway dem Albany Highway, bevor er bei Cranbrook auf ihn trifft und endet. Der Albany Highway führt weiter in Richtung Süden zu der gleichnamigen Stadt.

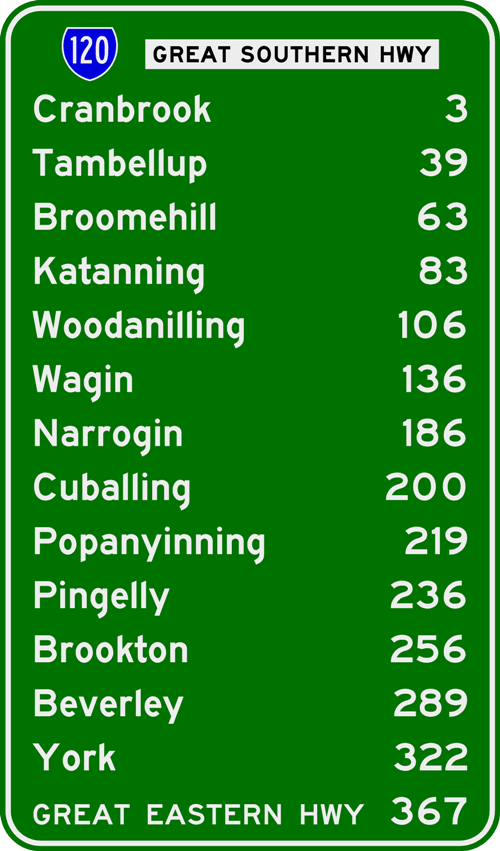